# Perinoia
Perinoia is een geslacht van halfvleugeligen uit de familie Aphrophoridae. De wetenschappelijke naam van dit geslacht is voor het eerst geldig gepubliceerd in 1851 door Walker.

## Soorten
Het geslacht Perinoia omvat de volgende soorten:
- Perinoia biroi Jacobi, 1921
- Perinoia caputranae (Le Guillou, 1841)
- Perinoia cloviops Jacobi, 1921
- Perinoia cuneifrons Jacobi, 1941
- Perinoia disjuncta Walker, 1870
- Perinoia exclamans Walker, 1857
- Perinoia fusiformis Walker, 1870
- Perinoia imitans Jacobi, 1921
- Perinoia indicatrix Walker, 1870
- Perinoia keiensis Schmidt, 1928
- Perinoia lallemandi Melichar, 1914
- Perinoia latifrons Metcalf, 1962
- Perinoia latipes Stål, 1870
- Perinoia monticola Jacobi, 1921
- Perinoia scripta Jacobi, 1921
- Perinoia scutellaris Jacobi, 1921
- Perinoia segregata Jacobi, 1921
- Perinoia separata Walker, 1870
- Perinoia septemfasciata Walker, 1851
- Perinoia sondaica Jacobi, 1921
- Perinoia sparsuta Jacobi, 1921
- Perinoia striata Blöte, 1957
- Perinoia sumbawana Jacobi, 1941
- Perinoia transversalis Metcalf, 1962